# Великий чемпіон
«Вели́кий чемпіо́н» (англ. «Grand Champion») — американська сімейна комедія 2002 року.

## Сюжет
Історія про дванадцятирічного хлопчика Бадді і його бичка Хокі. Хлопчик мріє відправити свого бичка на виставку, щоб той отримав звання «Великого Чемпіона». Сім'я Бадді і його найкращий друг Едгар старанно працюють, щоб накопичити достатню кількість грошей для участі Бадді і його бика в змаганнях. Місія виконана, речі упаковані і тепер герої відправляються у велике місто.

## У ролях
- Джої Лорен Адамс — Холлі
- Джейкоб Фішер — Бадді
- Емма Робертс — сестра
- Беррі Табб — доктор Альфред / Джессі Джеймс Девіс
- Хокі — бичок
- Кеш Вільямс — Едгар
- Кенденс Генрі — Дортеа
- Бродерік Бівер — Джон Лі Блумер
- Стівен Бленд — Піт
- Наталі Мейнс — Фіона / KMOO DJ
- Сью Молнар — DJ помічник
- Елоїза Деджоріа — Міці Блумер
- Енді Баклі — Френк Блумер
- Енді Сміт молодший — диктор
- Джо Керол Пірс — дівчина
- Кейсі Террі — насипальник мішків
- Дабб Табб — Can Man
- Чаз Роуз — місіс МакДжиллікаді
- Майк Одом — касир АЗС
- Джо Елі — Дон
- Маркус Бест — водій вантажівки
- Брюс Вілліс — містер Блендфорд
- Джулія Робертс — Джолін
- Ліза Робертс Гіллан — міс Робінсон